# Barbara Allen
Barbara Allen (bürgerlich Peggy Joye Tunnell, * 1936 in Zuni, Virginia) ist eine amerikanische Country-Sängerin, die vor allem für ihre Auftritte in der Radioshow Grand Ole Opry bekannt war.

## Leben
Während ihrer High-School-Zeit begann sich Barbara Allen für Musik zu interessieren. Nachdem sie die Schule erfolgreich abgeschlossen hatte, bestritt Allen ihre ersten Auftritte im Radio. Bei einem dieser Auftritte wurde sie von einem Agenten der Decca Records entdeckt, der ihr einen Vertrag vermittelte. Schon bald veröffentlichte sie ihre erste Single Between Now And Then, gefolgt 1958 von ihrer zweiten Platte From Midnight ’Til Dawn. Im selben Jahr wählte das Billboard Magazin sie zu einer der drei vielversprechendsten Frauen der Country-Musik im Jahre 1958. Ihre Opry-Auftritte bestritt sie an der Seite von damaligen Stars wie Anita Carter, der Everly Brothers und George Morgan. 1957 und 1958 trat sie in der Grand Ole Opry auf.
Jedoch zog Allen sich danach zurück in ihren Heimatort Zuna, wo sie die nächsten Jahre eine Familie gründete. 1959 kehrte sie wieder in die Musikszene zurück und trat im WRVA Old Dominion Barn Dance auf, einer Radiosendung aus Richmond, Virginia.